# スオミNPP
スオミNPP（英: Suomi National Polar-orbiting Partnership :Suomi NPP）とは、アメリカ海洋大気庁が運用する極軌道上を周回する気象衛星である。
以前はNPP（National Polar-orbiting Operational Environmental Satellite System Preparatory Project）、若しくはNPP-Bridgeとして知られていた。元々はNPOESS計画の先駈けとして計画されていた。NPOESS計画自体はNOAA's POESおよび空軍のDMSP衛星とを置き換えるつもりであった。スオミ衛星はNPOESS計画の中止をうけた後の2011年に打ち上げられた。NOAA衛星シリーズと、その代替となるJPSS衛星の間が開くことを嫌い、打ち上げの隙間を埋める中継ぎとしての打ち上げが決まった。衛星に搭載された観測装置は、先任であるNASAの地球観測システムから引き継がれる気象観測データを提供している。
衛星の名称は、アメリカ人気象学者であるヴェルナール・スオミにちなんで名付けられた。彼はウィスコンシン大学マディソン校に勤務していた。この名称は、衛星打ち上げから3か月後の2012年1月24日に発表された。
スオミ衛星は、2011年10月28日、カリフォルニア州にあるヴァンデンバーグ空軍基地のSLC-2WからULAのデルタII 7920-10Cで打ち上げられた。衛星は、地球に程近い高度 824 km (512 mi)の太陽同期軌道に投入された。

## 歴史
NPOESS予行計画（NPOESS Preparatory Project :NPP）は、新旧の気象観測システムの間の橋渡しとなることを予定していた。この衛星は、新規開発の観測機材を、これまた開発したての衛星バスに搭載して飛行し、新規の地上データネットワークを使って地上局と交信することで、不具合の洗い出しをすることも予定に入れていたのである。当初計画では、NASA/NOAA/DoDの合弁計画の人工衛星より5年早くに打ち上げることが入っていた。NPPは、より大型な衛星プロジェクトである、「アメリカ国立極軌道オペレーショナル環境観測衛星システム」（現在のNPOESS計画）の先駆者となることを予定していた。しかし、巨大プロジェクトの中で、アメリカ国防総省の参加がキャンセルされ、NPOESS計画に変更を余儀なくされてしまった。DoDの撤退の後も計画は続けられ、文民の気象機関であるNOAAが司る民生用天気予報システムとして利用されてきたNOAA's POES衛星シリーズを更新する役割を与えられた。また、この衛星は、NASAの地球観測システムから連綿と続く気候変動データの採取に欠け落ちが無い事を保証する役割も与えられた。
スオミNPP衛星は2011年10月28日、ヴァンデンバーグ空軍基地からデルタII7920-10コンフィギュエーションで打ち上げられた。デルタII 7920-10とは、固体ロケットブースタに9本のグラファイト・エポキシ・モータ、一段目に延長型の長尺燃料タンク及びRS-27Aエンジン、二段目にエアロジェット製AJ10-118Kロケットエンジンを用い、三段目を使用しない、衛星フェアリングの直径が10メートルのものを備えた機体構成のことである
。
2011年11月21日、宇宙機に搭載されたVIIRSセンサーは、その最初の観測データを取得した。

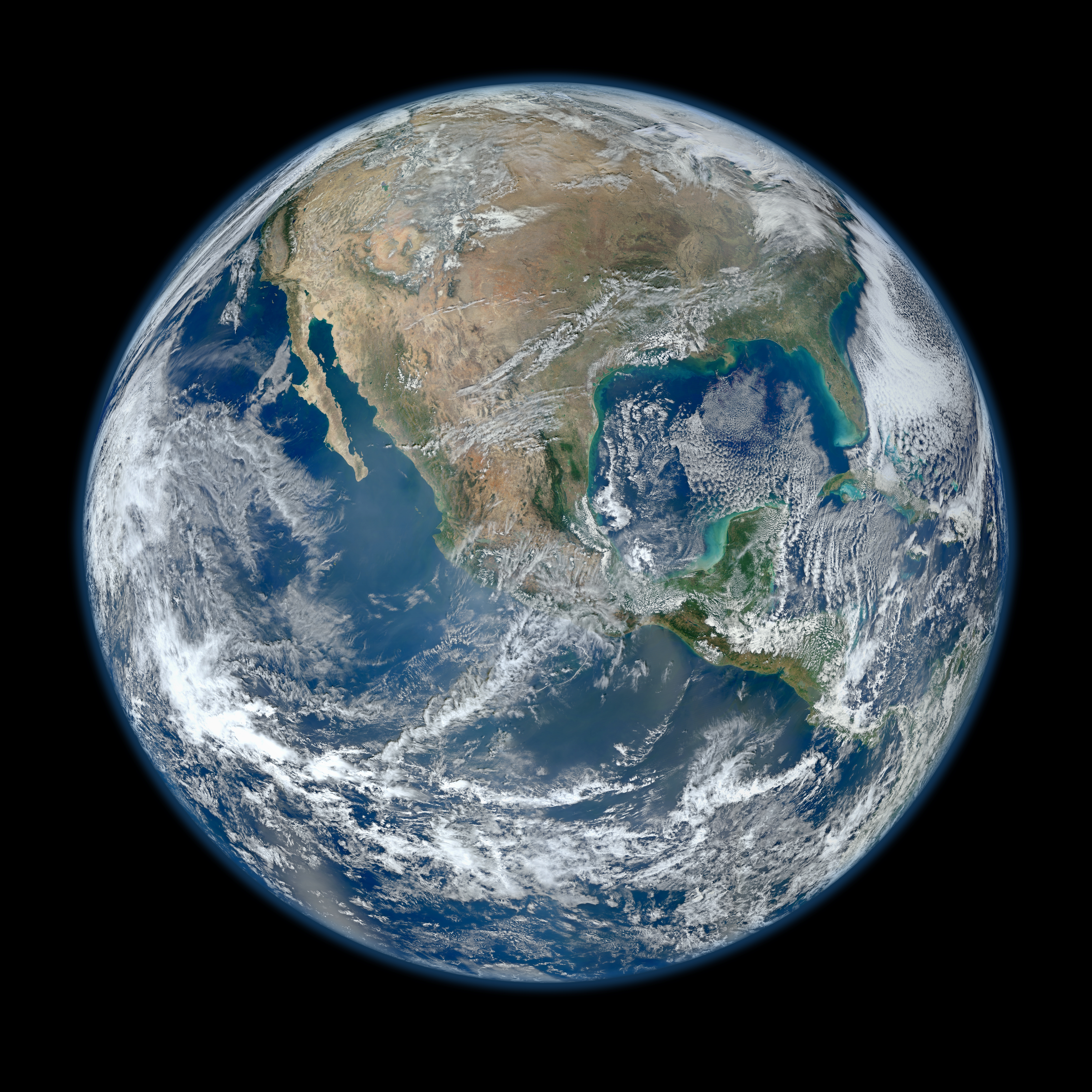
スオミNPP衛星の合成画像から作られた「ブルー・マーブル2012」

NASAは、「ザ・ブルー・マーブル」の高解像度な画像を公開した。この画像では、地球の見える側に、北アメリカの大部分が写っている。NASAの海洋学者であるノーマン・クーリングが、2012年1月4日に取得されたデータを使って作成した画像である。画像データは衛星に搭載されている5つの撮影システムの内のひとつであるVIIRS（Visible Infrared Imager Radiometer Suite和訳するとすれば「可視赤外イメージャ/放射計スイート」）を用いて得られた。この日付が選ばれたのは、北アメリカ大陸の殆どが快晴だったからである。

## 搭載装置と観測能力

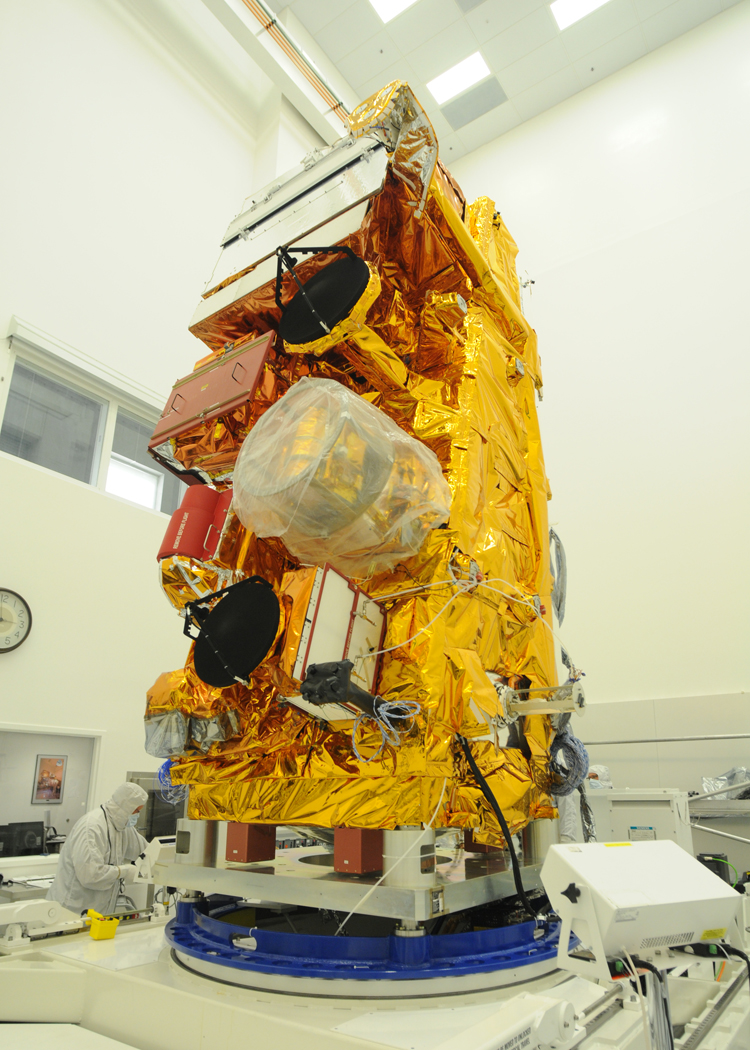
スオミNPP衛星: 打ち上げ前、クリーンルームにて

スオミNPP衛星は、1977年から2011年にかけて打ち上げられた地球観測システムの衛星群を置き換えることを目的とした、最新鋭の衛星群の初号機である。この衛星は地球を一日に凡そ14回周回する。この衛星の5台の画像撮影ミッション機器は、以下のもので構成されている：
- Advanced Technology Microwave Sounder (ATMS),[11]マイクロ波放射計：全球の湿度および温度モデルを作るのに役立つ。
- Cross-track Infrared Sounder (CrIS),[12]マイケルソン干渉計:湿度および気圧を常に観測する。
- Ozone Mapping and Profiler Suite (OMPS),[13]イメージング分光器（英語版）の一群：オゾンの空気中濃度を測定する。特に南北両極付近に発生するオゾンホールの位置や大きさを明らかにする。
- Visible Infrared Imaging Radiometer Suite (VIIRS),[14]22チャンネルの放射計: 赤外線と可視光線領域の波長での画像データ収集。大規模な山火事、流氷、海氷、氷山の動き、地形の変化を追跡する。
- Clouds and the Earth's Radiant Energy System (CERES),放射計: 日射反射および地球からの放熱を含んだ熱放射を探知する。[15]

## ギャラリー

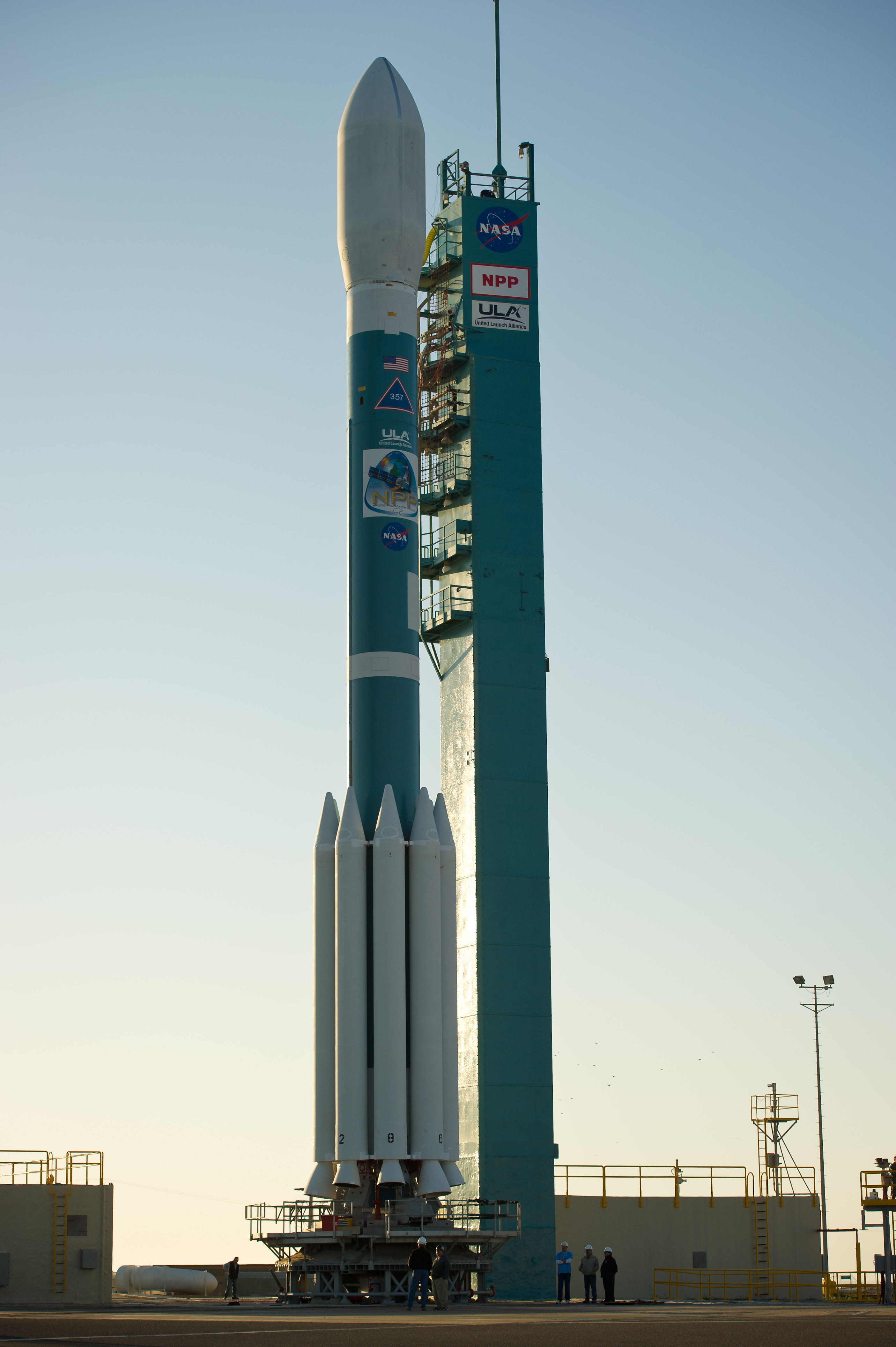
NPP衛星をペイロードフェアリング内に格納したデルタIIロケット
- NPP打ち上げ動画
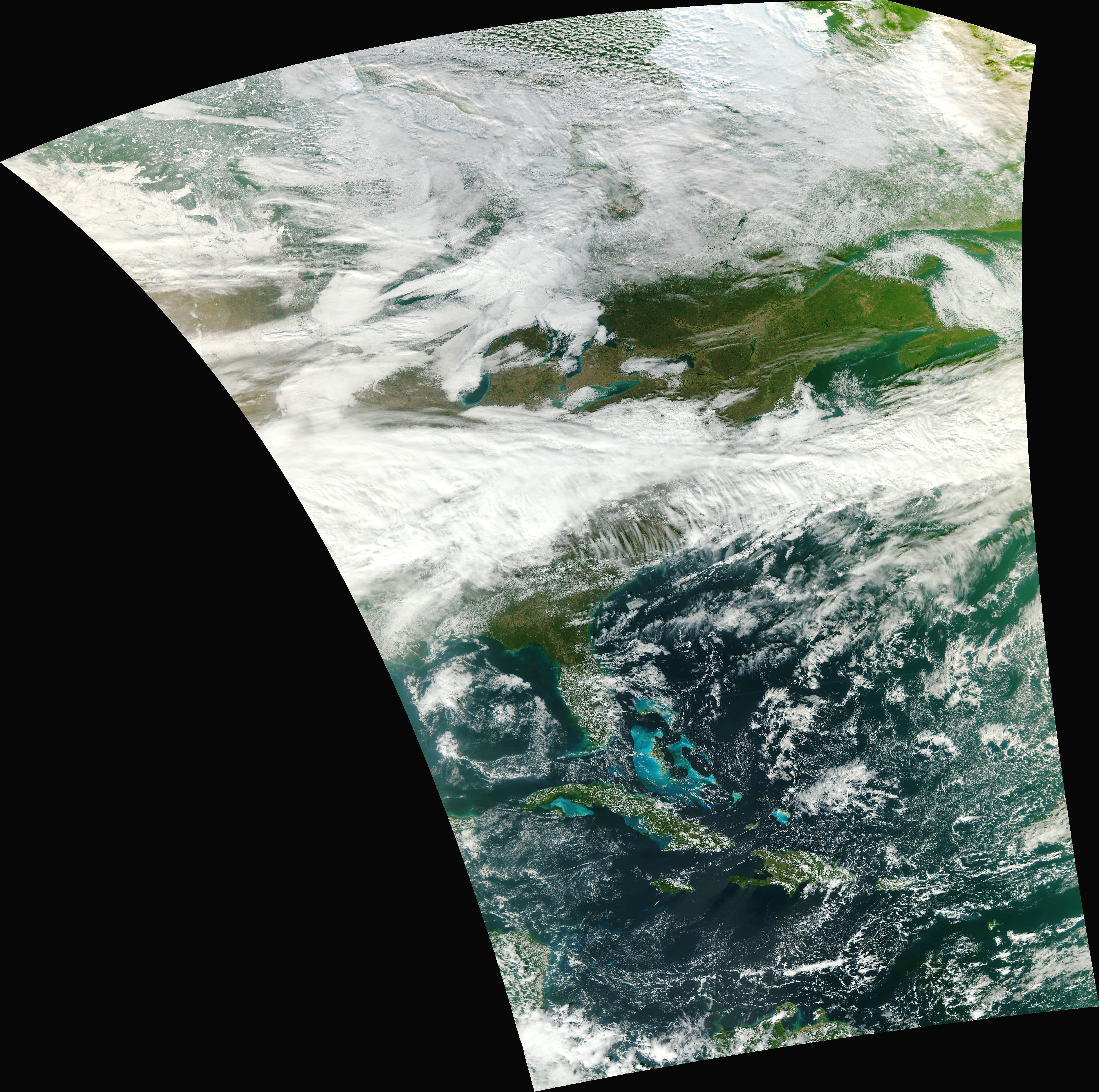
VIIRSのファーストライト